# Remy Zero
Remy Zero, bildad i Birmingham, Alabama, USA var ett amerikanskt rockband. Deras låtar kan höras i TV-serien Smallville, och i filmen Garden State.
Bandet upphörde år 2003. Från 7 till 12 oktober 2010 uppträdde Remy Zero till minne av sin trummis, Gregory Slay, som avled 1 januari 2010 på grund av cystisk fibros.

## Bandmedlemmar
Ordinarie medlemmar
- Jeffrey Cain – gitarr (1989–2003, 2010)
- Cedric LeMoyne – basgitarr (1989–2003, 2010)
- August Cinjun Tate – sång, gitarr (1989–2003, 2010)
- Shelby Tate – sång, keyboard, gitarr (1989–2003, 2010)
- Gregory Slay – trummor (ca. 1996–2003; död 2010)

Turnerande medlemmar
- Leslie Van Trease – gitarr, keyboard
- Chip Kilpatrick – trummor (2010)

## Diskografi
Album
- Saint Genet (1992)
- Remy Zero (1996)
- Villa Elaine (1998)
- The Golden Hum (2001)

EP
- Live on Morning Becomes Eclectic (1998)
- A Searchers EP (2001)
- Remy Zero (2010 Tour CD) (2010)

Singlar
- "Temenos (Here Come the Shakes)" / "Shadowcasting" (1995)
- "Prophecy" (1998)
- "Gramarye" (1999)
- "Save Me" (2002)
- "'Til The End" (2010)